# Elaterites lavateri
Elaterites lavateri là một loài bọ cánh cứng trong họ Elateridae. Loài này được Heer miêu tả khoa học năm 1847.